# Vietnamské demilitarizované pásmo

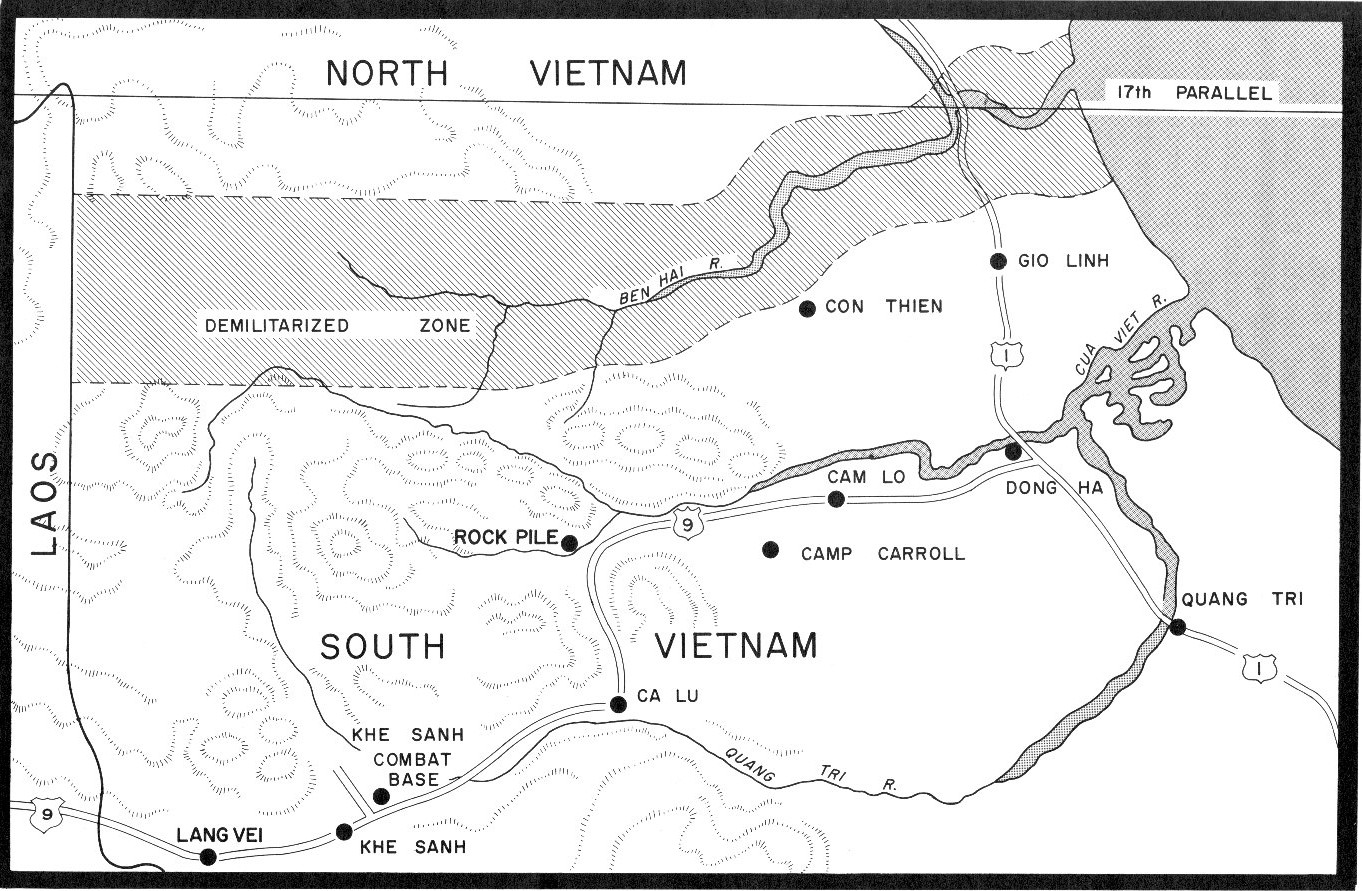
Mapa vietnamského demilitarizovaného pásma

Vietnamské demilitarizované pásmo (vietnamsky Khu phi quân sự vĩ tuyến 17, anglicky Vietnamese Demilitarized Zone) byl pás země přibližně v polovině dnešního Vietnamu, oddělující Vietnamskou demokratickou republiku (Severní Vietnam) a Vietnamskou republiku (původně Stát Vietnam) (Jižní Vietnam). Sloužil jako nárazníková zóna mezi oběma státy.
Vietnamské demilitarizované pásmo vzniklo v roce 1954, po indočínské válce, v jejímž důsledku vznikly oba vietnamské státy. V roce 1975 přestala následkem vítězství Vietnamské demokratické republiky ve vietnamské válce existovat.
Vietnamské demilitarizované pásmo se táhlo v šířce 5 km od řeky Ben Hai (tvořící hranici mezi oběma vietnamskými státy), u 17. rovnoběžky. Běželo z východu na západ, od Annamských hor až k ústí řeky Ben Hai do Jihočínského moře.